# Cyril Langevine
Cyril Langevine (Georgetown; 16 de octubre de 1998) es un baloncestista guyanés que pertenece a la plantilla del Chorale Roanne Basket de la Pro B francesa. Con 2,03 metros de estatura, juega en la posición de ala-pívot.

## Trayectoria deportiva
Criado en East Orange, Nueva Jersey, Langevine asistió a The Patrick School en la que promedió 7,6 puntos por partido cuando era junior. En su último año, Langevine promedió 10 puntos, siete rebotes y dos tapones por partido. En septiembre de 2015, se comprometió a jugar baloncesto universitario con los Rhode Island Rams.

### Universidad
Como estudiante de primer año, Langevine promedió 3,2 puntos y 4,5 rebotes por partido en un equipo que llegó al torneo de la NCAA. Estuvo limitado por las lesiones durante su segundo año y promedió 6,1 puntos y 5,8 rebotes por partido desde el banquillo. El 1 de marzo de 2019, anotó 26 puntos, el máximo de su carrera, en la victoria por 72-70 en tiempo extra contra Dayton. Langevine promedió 14,7 puntos, 9,9 rebotes y 1,4 tapones por partido como junior, lanzando un 56,7 por ciento desde el campo. Fue incluido en el segundo equipo All-Atlantic 10. En su último año, Langevine promedió 10,1 puntos, 10,3 rebotes y dos tapones por partido. Superó la marca de los 1.000 puntos en su carrera poco antes de que terminara la temporada debido a la pandemia de COVID-19.

### Profesional
El 10 de septiembre de 2020, Langevine firmó su primer contrato profesional con el Jämtland Basket de la Basketligan sueca, con el que promedió 14,3 puntos, 11,9 rebotes, 1,2 asistencias y 1,8 tapones por partido. 
El 15 de julio de 2021, firmó con Śląsk Wrocław de la Liga Polaca de Baloncesto, con el que promedió 9,2 puntos, 6,5 rebotes, 1,1 asistencias y 1,1 tapones por partido. 
El 28 de enero de 2022, firmó con Wilki Morskie Szczecin de la Liga Polaca de Baloncesto.
El 26 de junio de 2022, fichó por el Mitteldeutscher BC de la Bundesliga alemana de baloncesto. El 31 de agosto de 2022, su contrato fue rescindido después de una operación y relacionado con el largo período de recuperación necesario.
El 9 de diciembre de 2022, Langevine fichó por el club griego del Lavrio para el resto de la temporada, en sustitución del Al Durham. En 14 partidos de liga, promedió 12,4 puntos y 6,9 rebotes, jugando unos 24 minutos por partido.
El 11 de abril de 2023 firmó con Scagliera Verona de la LBA italiana.
El 11 de septiembre de 2023, firmó con Chorale Roanne Basket de la LNB Pro A.